# Góc ở tâm

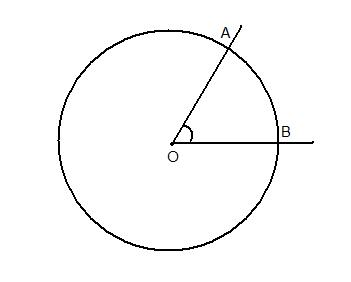
Góc AOB có đỉnh O trùng với tâm đường tròn tâm O nên góc AOB là góc ở tâm.

Góc ở tâm là góc có đỉnh trùng nhau với tâm của đường tròn. Hai cạnh của góc ở tâm cắt đường tròn ở hai điểm, hai điểm này chia đường tròn thành hai cung (một cung lớn và một cung nhỏ).
Cung nhỏ gọi là cung bị chắn (do góc ở tâm chắn cung đó).
Cung nằm bên ngoài góc thì được gọi là cung lớn.
Đây rất cần phải lưu ý

## Tính chất
Số đo của cung bị chắn bởi góc ở tâm bằng số đo của góc ở tâm chắn cung đó.
Số đo của cung lớn bằng hiệu giữa 360o với số đo cung nhỏ.
Số đo nửa đường tròn bằng 180o.
Góc ở tâm có số đo gấp đôi số đo góc nội tiếp cùng chắn 1 cung